# Карлово (Вармінсько-Мазурське воєводство)
Карлово (пол. Karłowo, нім. Karlswalde) — село в Польщі, у гміні Венґожево Венґожевського повіту Вармінсько-Мазурського воєводства.
Населення — 44 особи (2011).
У 1975-1998 роках село належало до Сувальського воєводства.

## Демографія
Демографічна структура станом на 31 березня 2011 року:
|          | Загалом | Допрацездатний вік | Працездатний вік | Постпрацездатний вік |
| -------- | ------- | ------------------ | ---------------- | -------------------- |
| Чоловіки | 25      | 3                  | 17               | 5                    |
| Жінки    | 19      | 3                  | 10               | 6                    |
| Разом    | 44      | 6                  | 27               | 11                   |